# Corralejo
Corralejo este o arie protejată (arie specială de conservare — SAC, sit de importanță comunitară — SCI) din Spania întinsă pe o suprafață de 2.689,3 ha, integral pe uscat.

## Localizare
Centrul sitului Corralejo este situat la coordonatele 28°40′47″N 13°50′48″W / 28.6796°N 13.8467°V.

## Înființare
Situl Corralejo a fost declarat sit de importanță comunitară în octombrie 1999 pentru a proteja 2 specii de plante. Situl a fost protejat și ca arie specială de conservare în ianuarie 2010.

## Biodiversitate
Situată în ecoregiunea , aria protejată conține 4 habitate naturale: Câmpuri de lavă și excavații naturale, Dune de coastă fixe cu vegetație erbacee („dune gri”), Dune mobile cu vegetație embrionară, Dune mobile de-a lungul țărmului cu Ammophila arenaria („dune albe”).
La baza desemnării sitului se află mai multe specii protejate de  plante (2): Androcymbium psammophilum, Caralluma burchardii.